# Neckera subuliformis
Neckera subuliformis är en bladmossart som beskrevs av Reinwardt och Hornschuch 1829. Neckera subuliformis ingår i släktet fjädermossor, och familjen Neckeraceae. Inga underarter finns listade i Catalogue of Life.